# Chapelle Notre-Dame des Bois de Sucy-en-Brie
La chapelle Notre-Dame des Bois de Sucy-en-Brie est une chapelle catholique située à Sucy-en-Brie dans le Val-de-Marne, en France,.

## Localisation
Cette chapelle est située dans le quartier des Bruyères.

## Historique
Cette chapelle a été bâtie en 1977 dans le cadre de l'Œuvre des Chantiers du Cardinal.